# Wojciech Gacyk
Wojciech Gacyk (ur. 3 listopada 1940 w Guminie, zm. 19 grudnia 1997) – polski lekarz, chirurg, transplantolog, kierownik I Katedry i Kliniki Chirurgii Akademii Medycznej w Gdańsku.

## Życiorys
Wojciech Gacyk studiował na Akademii Medycznej w Gdańsku w latach 1958–1964. Po uzyskaniu dyplomu lekarza pracował jako stażysta w szpitalach w Gdańsku oraz jako asystent w szpitalu w Zielonej Górze. W 1968 roku objął stanowisko asystenta w I Klinice Chirurgii Akademii Medycznej w Gdańsku. Stopień doktora nauk medycznych uzyskał w 1972 roku, na podstawie pracy Wpływ preparatu C-283 na zdrową tkankę płucną w izolowanej perfuzji, napisaną pod kierunkiem docenta Jerzego Dybickiego, habilitację w 1985 roku na podstawie rozprawy Ocena wyników leczenia krwawiących żylaków przełykowo-żołądkowych skleroterapią oraz wybranymi metodami dewaskularyzacyjnymi. Specjalizacje I oraz II stopnia w zakresie chirurgii ogólnej uzyskał odpowiednio w 1969 i 1973 roku. W 1986 roku otrzymał stanowisko docenta, w 1991 roku został profesorem nadzwyczajnym. Kierownictwo I Katedry i Kliniki Chirurgii objął w 1994 roku, w 22 grudnia 1994 uzyskał tytuł profesora zwyczajnego.
Dwukrotnie odbywał roczne staże naukowe w Stanach Zjednoczonych: w latach 1977–1978 w zakresie transplantacji nerek w Johns Hopkins University oraz University of California, San Francisco i w latach 1982–1983 w zakresie nadciśnienia wrotnego w Emory University. Wraz z profesorem Jerzym Dybickim współorganizował Ośrodek Transplantacji Nerek w Gdańsku, w którym w 1980 roku przeprowadzono pierwszą operację przeszczepu. Poza transplantologią i leczeniem nadciśnienia wrotnego zajmował się chirurgicznym leczeniem nowotworów trzustki. Był promotorem czterech doktoratów. Jego dorobek naukowy obejmuje około 120 pozycji piśmienniczych, referatów i komunikatów. Był członkiem Komisji Terapii Chirurgicznej Polskiej Akademii Nauk. Należał do Towarzystwa Chirurgów Polskich, był członkiem Zarządu Głównego i przewodniczącym oddziału w Gdańsku, oraz do Polskiego Towarzystwa Gastroenterologicznego. Udzielał się społecznie: w 1996 roku został ojcem chrzestnym sztandaru 49. Pułku Śmigłowców Bojowych.
Zmarł w wyniku choroby nowotworowej 19 grudnia 1997 roku.